# Капчик

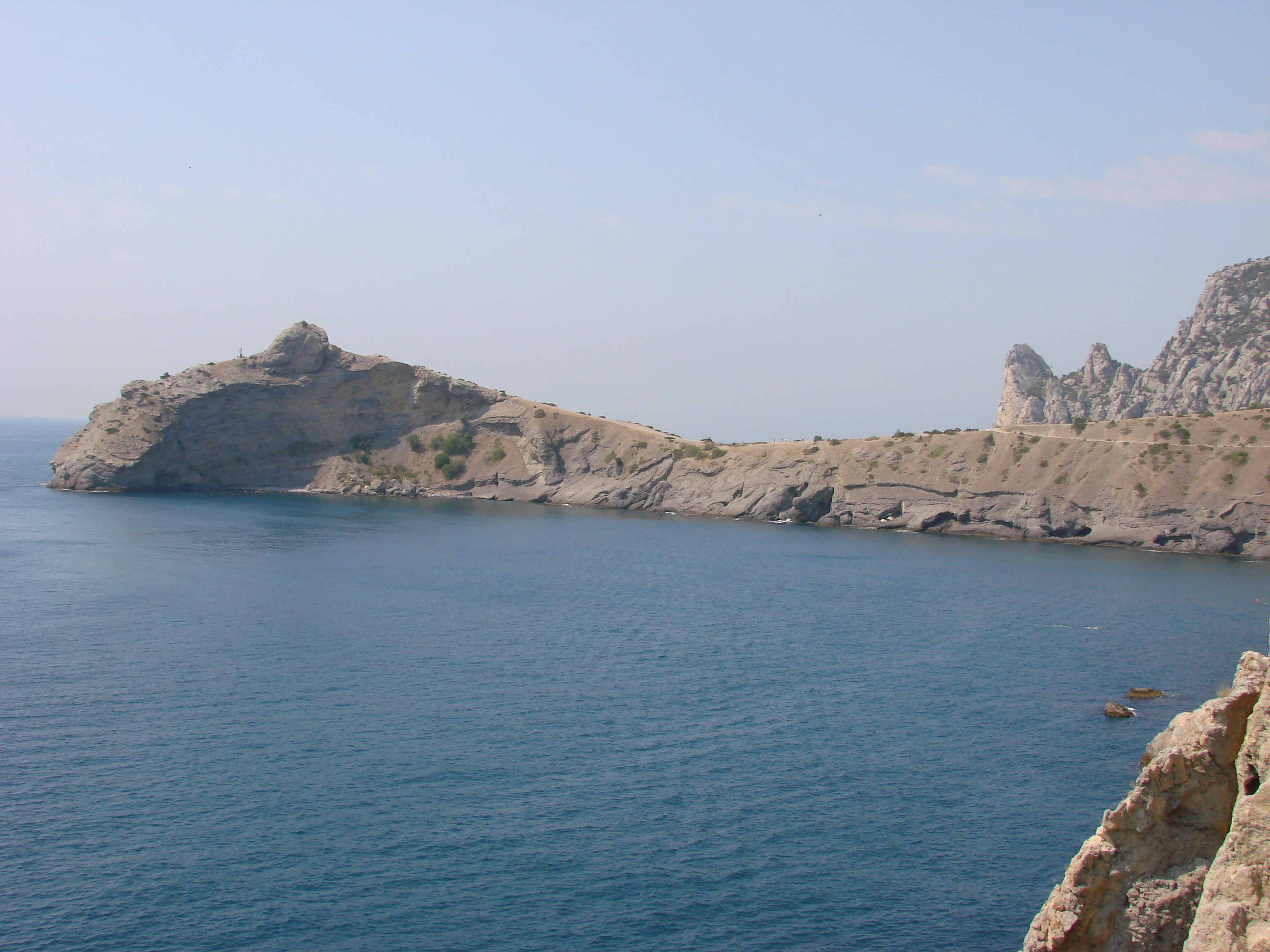
Мис Капчик і Синя бухта.

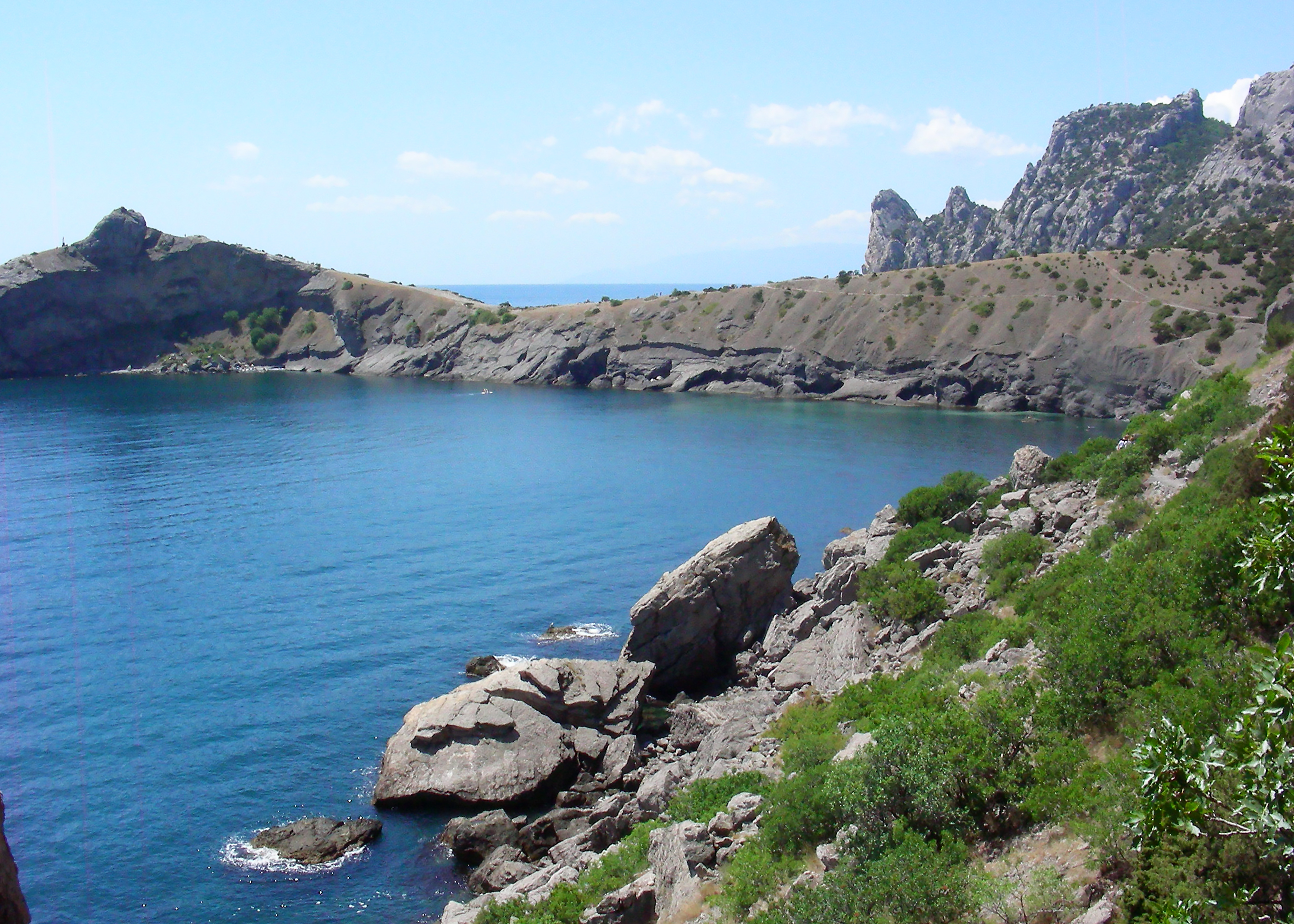
Мис Капчик. Синя бухта. Новий Світ. Судак. Крим

Капчи́к (крим. Qapçıq, від qapçıq — довгий вузький мішечок, який носили на поясі дервіші), інші назви: мис Печерний, Хоба-Бурун — довгий мис з вузьким перешийком, прорізаний наскрізь гротом-печерою довжиною 77 та висотою 17 метрів, на куполоподібному кінці мису — стрімчак у вигляді шишки. Мис Капчик розділяє Синю і Блакитну бухти неподалік від Нового Світу. Знаходиться між горами Коба-Кая (Орел) і Караул-оба.